# Kékes
Kékes (mađ. Kékes tető), je najveći planinski vrh u Mađarskoj. Visina mu je 1,015 metara. Nalazi se u planinskom lancu Mátra u županiji Heveš.

## Ime
Naziv Kékes, planina je dobila zahvaljujući svojoj vrlo čestoj, plavičastoj boji koju dobiva zbog svoje visine, izmaglice i isparavanja. Na mađarskom jeziku kék znači plavo, dok je es je posvojni pridjev, a tető znači vrh, krov. Tako da bi doslovni prijevod imena planine bi bio Plavičasti vrh.

## Zanimljivosti
Kékes je treća po popularnosti, turistička destinacija u Mađarskoj, poslije Balatona i Dunava. Sama planina je prepuna hotela i skijaških staza. Na samom vrhu planine nalazi se televizijski toranj.

## Auto reliji
Na Kékesu se svake godine održava biciklistička utrka Tour de Hongrie. Pobjednik 2003. godine bio je hrvatski biciklist Matija Kvasina.